# 페이 마세이
페이 마세이(Faye Marsay, 1986년 12월 30일 ~ )는 잉글랜드의 배우이다.

## 출연 작품
- 블랙 미러 3 (2016)
- 러브, 니나 (2016)
- 마이 매드 팻 다이어리 시즌3 (2015)
- 글루 (2014)
- 런던 프라이드 (2014)
- 화이트 퀸 (2013)
- 블레츨리 서클 (2012)